# عبد الرحمن خضر البياتي
عبد الرحمن خضر صفر البياتي (1925-1984) مطرب مقام عراقي من مواليد بغداد حي الفضل.

## سيرة
غنى عبد الرحمن خضر المقام صبيا وكان المقام أول نمط من الغناء شغف به ولم تبرز موهبته وتتسع مساحة شهرته إلا في غضون عام 1939 فظهر على ساحة الغناء كواحد من قراء المقام الشباب . وفي عام 1941 غنى لأول مرة أمام الأستاذ الكبير محمد القبانجي مقام الآوج ، فشجعه على المضي في الغناء ونصحه بضرورة المواصلة وتعلم المقامات وطرق أدائها وكان لتشجيع القبانجي له الأثر الكبير في الاستمرارية ومعرفة أنغام المقامات حتى توسعت مداركه. و في عام 1948 دخل الإذاعة ونجح في الاختبار من قبل القارئ المعروف رشيد القندرجي الذي كان مشرفا على المقام في الإذاعة آنذاك وكان المقام الذي اختبر به هو مقام الأورفه . كان عبد الرحمن خضر يجيد أداء كافة المقامات العراقية ويؤديها بطريقة أستاذه الروحي محمد القبانجي . توفي في بغداد عام 1984.